# Ратуша (Пассау)
Ратуша Пассау (нем. Das Rathaus der Stadt Passau) — комплекс зданий городского управления в городе Пассау. Включает восемь строений, в том числе старую и новую ратуши, а также здание таможенного поста, расположенные на берегу Дуная.
Начало строительства Старой ратуши относится к 1298 году. Здание зала, построенное в венецианском стиле, датируется 1405 годом. Первоначальные фасадные фрески 1446 года работы Рупрехта Фютерера и Рюланда Фрюауфа Старшего были заменены в 1922 году Йозефом Хенгге современными настенными росписями с изображением императора Людовика Баварского и четырёх знаменосцев из Саксонии, Трира, Кёльна и герцогства Бавария. Старая ратуша имела башню, которая обветшала и была снесена в 1811-1813 гг. Также крыша и верхний этаж пострадали из-за пожаров в 1870 и 1886 гг. Реставрация ратуши проходила в 1888—1894 гг, включая постройку в 1889—1892 гг новой башни высотой 38 м по проекту Генриха Фрайгера фон Шмидта. В 1969 году первоначальные потолки на двух верхних этажах были заменены железобетонными. Последняя капитальная реконструкция состоялась в период с 1977 по 1988 год.
Внутри ратуши сохранилась готическая лестница 1446 года, ведущая в залы. Большой зал используется для торжественных мероприятий, в малом зале проводятся заседания и конференции городского совета, а также регистрация браков.
Новая ратуша изначально была штаб-квартирой пивоварни, о чём до сих пор свидетельствует резной камень на фасаде. Здание таможни построено в 1848—1851 гг. Однако, в 2004 году таможенное управление в городе было расформировано, здание в 2007 году отошло к городской администрации Пассау.

## Галерея

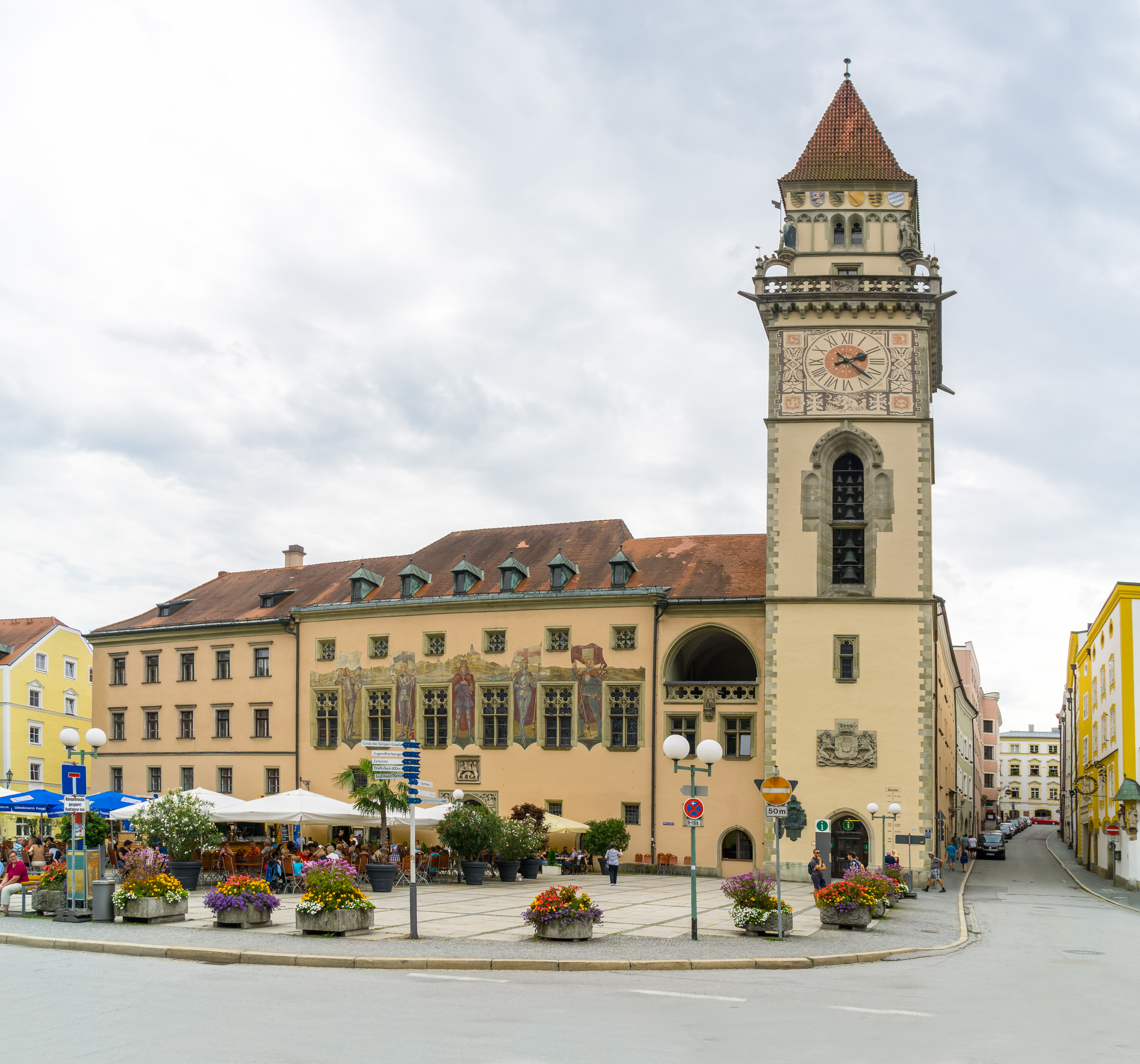
Старая ратуша
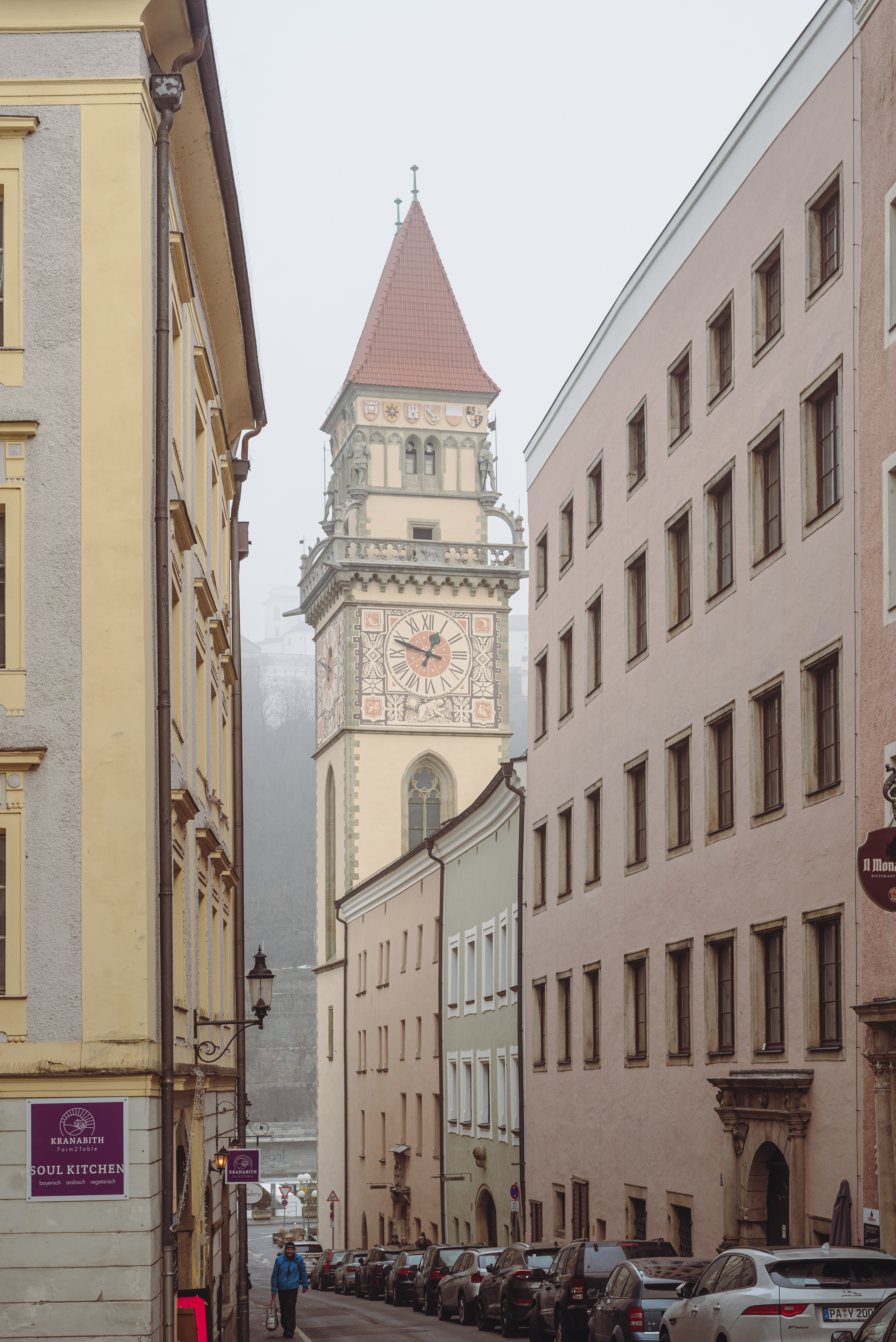
Башня ратуши
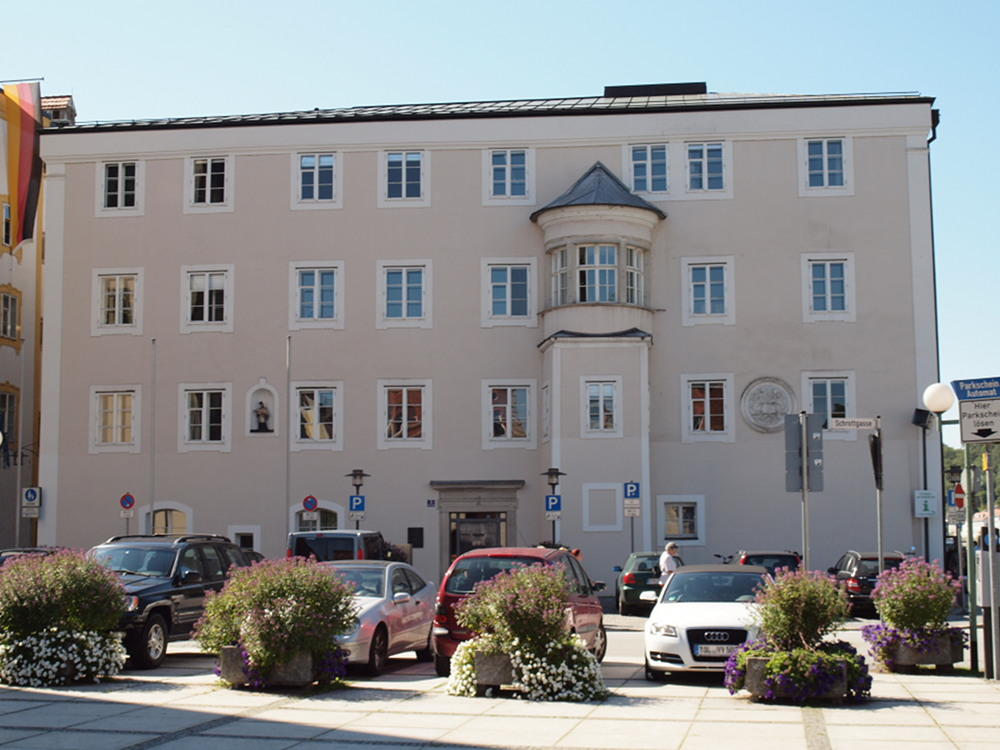
Здание новой ратуши
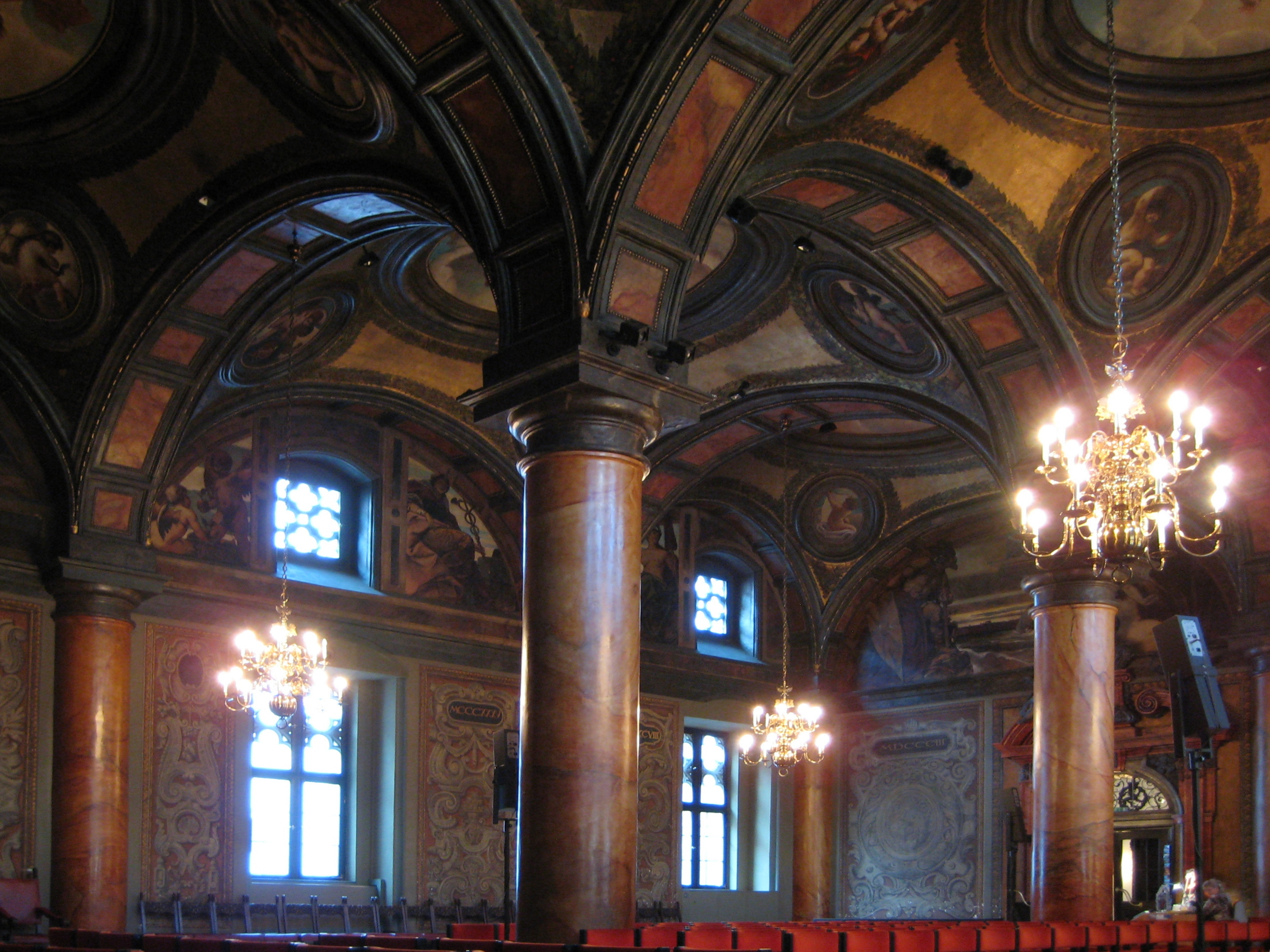
Большой зал ратуши